# The Rabbit's Foot Company

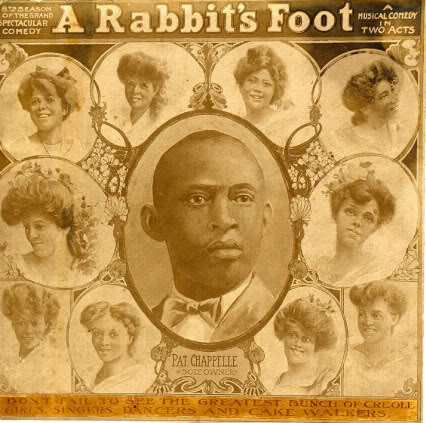
Programme de théâtre de A Rabbit's Foot, vers 1908, montrant Pat Chappelle et des artistes non identifiés.

The Rabbit's Foot Company, aussi connue comme les Rabbit('s) Foot Minstrels, ou plus familièrement « The Foots », est une troupe de minstrel show et de variétés présentant des spectacles sous chapiteau (tent show) dans le Sud des Etats-Unis entre 1900 et la fin des années 1950. Il est créé par l'entrepreneur afro-américain Pat Chappelle et repris après sa mort en 1911 par Fred Swift Wolcott. De nombreux musiciens et artistes afro-américains de premier plan y font leurs débuts, dont Ma Rainey, Ida Cox, Bessie Smith, Daddy Stovepipe, Arthur « Happy » Howe, Butterbeans and Susie, Tim Moore, Big Joe Williams, Louis Jordan, Brownie McGhee, Rufus Thomas et Charles Neville des Neville Brothers. 

## La Rabbit's Foot Company de Pat Chappelle, 1900-1911
La société est fondée, organisé, détenue et gérée par Pat Chappelle (1869-1911), un ancien guitariste de string band afro-américain et chef d'entreprise originaire de Jacksonville, en Floride, qui établit une petite chaîne de théâtres à la fin des années 1890,. En 1898, Chappelle organise son premier spectacle itinérant, les Imperial Colorored Minstrels (ou Famous Imperial Minstrels), qui met en vedette le comédien Arthur « Happy » Howe et effectue une tournée avec succès dans le Sud,. Chappelle ouvre également l'Excelsior Hall à Jacksonville, le premier théâtre appartenant à un Noir, d'une capacité estimée à 500 personnes. En 1899, il ferme le théâtre et s'installe à Tampa, où il ouvre, avec l'entrepreneur afro-américain R. S. Donaldson, une nouvelle salle de vaudeville, le Buckingham, dans le quartier de Fort Brooke, suivie de près par un deuxième théâtre, le Mascotte,.

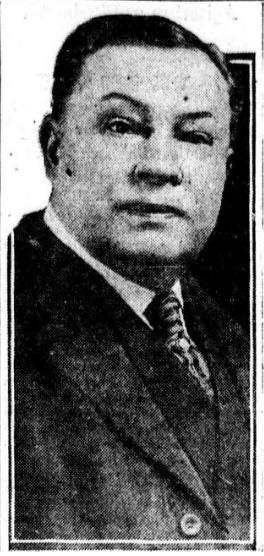
Frank Dumont, auteur du spectacle original, A Rabbit's Foot

Le succès de leurs spectacles dans les deux théâtres amène Chappelle et Donaldson à annoncer leur intention, au début de 1900, d’établir un spectacle de vaudeville ambulant. Chappelle charge Frank Dumont (1848-1919) du Eleventh Street Theatre de Philadelphie, d’écrire un spectacle pour la nouvelle compagnie. Dumont est un écrivain expérimenté dans les spectacles de vaudeville, « peut-être l'auteur de centaines de sketches et de pièces de théâtre ». L'intrigue de A Rabbit's Foot est simple ; un journal à l'époque dit qu'il « est un excellent véhicule pour la présentation d'une quantité abondante de ragtime, de douces mélodies du Sud, dialogue spirituel, buck dancing, cake-walk, et de nombreuses nouveautés ». 
En mai 1900, Chappelle et Donaldson passent une annonce pour « 60 artistes de couleur… Seuls ceux ayant une réputation, hommes, femmes et adolescents de tout genre, fantaisistes, têtes d'affiche, etc., pour notre nouvelle pièce A Rabbit's Foot… Nous voyagerons dans notre propre train de voitures d'hôtel et jouerons sous chapiteau ». À l'été 1900, Chappelle décide de représenter le spectacle dans des salles plutôt que sous des tentes, d'abord à Paterson, dans le New Jersey, puis à Brooklyn. Cependant, son chef d'orchestre, Frank Clermont, quitte la compagnie, son partenariat avec Donaldson se dissout et les affaires vont mal. En octobre 1901, la compagnie entame sa deuxième saison avec une liste d'artistes interprètes à nouveau dirigés par le comédien Arthur « Happy » Howe. Elle effectue une tournée en Alabama, dans le Mississippi, en Géorgie et en Floride. Le spectacle gagne en popularité au début du siècle, dans les théâtres et les tentes,. Négociant sous le nom de Chappelle Bros., Pat Chappelle et ses frères, James E. et Lewis W. Chappelle, organisent rapidement un petit circuit de vaudeville, comprenant des salles de théâtre à Savannah, Géorgie, à Jacksonville et à Tampa. En 1902, il est dit que les frères Chappelle contrôlent parfaitement le commerce de vaudeville afro-américain dans cette partie du pays, « pouvant donner de 12 à 14 semaines [d'emploi] à au moins 75 artistes-interprètes et musiciens » chaque saison. 
À la fin de 1902, Chappelle déclare avoir « accompli ce qu'aucun autre nègre n'a fait - il a dirigé avec succès une tournée nègre sans l'aide d'un seul homme blanc ». Au fur et à mesure que son entreprise grandit, il est capable de posséder et de gérer plusieurs tents show, et la Rabbit's Foot Company se rend dans pas moins de seize États au cours d'une saison. Chappelle est connu pour créer des spectacles passionnants, souvent coordonnés avec des parades, ou des défilés organisés autour des apparitions de son spectacle, et la Rabbit's Foot Company attire une foule nombreuse. Les spectacles comportent des représentations de minstrels, des danseurs, des numéros de cirque, y compris des « aériens audacieux », des comédies, des ensembles musicaux, des drames et des opéras classiques. Le show est connu comme l’un des rares spectacles de vaudeville « nègres authentiques ». Il voyage avec le plus grand succès dans le sud-est et le sud-ouest, ainsi que vers Manhattan et Coney Island. Chappelle met également sur pied une équipe de baseball composée uniquement d'Afro-américains, qui effectue une tournée avec la troupe et joue contre l'équipe locale dans chaque ville visitée par la compagnie. L'équipe fonctionne au moins jusqu'en 1916,. 
En 1904, le Rabbit's Foot Show présente plus de 60 artistes de qualité, s'est agrandi jusqu'à remplir trois wagons des chemins de fer Pullman, et s'autoproclame « principal spectacle de nègres en Amérique ». Pour la saison 1904–1905, la compagnie propose des étapes d’une semaine à Washington et à Baltimore. Deux de ses artistes les plus populaires sont le comédien Charles « Cuba » Santana et le tromboniste Amos Gilliard, bien que celui-ci fasse défection pour le Rusco and Holland's Georgia Minstrels, affirmant que Pat Chappelle et ses frères l'avaient placé sous la menace d'un revolver avant de le jeter hors du train. Un autre artiste, William Rainey, amène sa jeune épouse, Gertrude — connue plus tard sous le nom de Ma Rainey — à rejoindre la compagnie en 1906. Cette année-là, Chappelle lance une deuxième compagnie de chapiteaux ambulants, la Funny Folks Comedy Company, avec des artistes alternant entre les deux troupes. Après une dispute, Lewis et James Chappelle quittent la société vers 1907 et, en août 1908, l’un des wagons Pullman utilisés par le spectacle est complètement brûlé à Shelby, Caroline du Nord, alors que plusieurs artistes y sont endormis. L'incendie s'est déclaré lorsqu'un de leurs chevaux a renversé un réservoir d'essence près d'une cuisinière. Chappelle commande rapidement une nouvelle voiture et une tente ronde de quatre-vingt mètres afin que le spectacle puisse continuer la semaine suivante. 
Pat Chappelle meurt en octobre 1911 d'une maladie non précisée, à l'âge de 42 ans. À sa mort, il aurait été « l'un des citoyens les plus riches de Jacksonville, en Floride, possédant beaucoup de biens immobiliers ». Sa veuve, Rosa, se remarie et vend la société Rabbit's Foot Company en tant qu'entreprise en activité.

## L'Original Rabbit's Foot Minstrels de F. S. Wolcott, 1912-1959

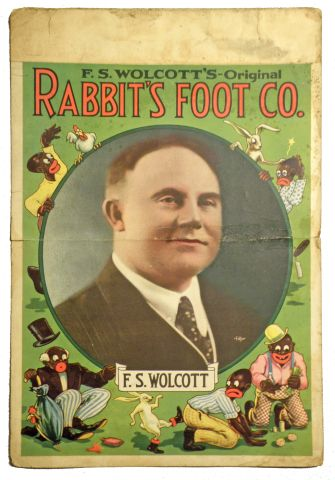
Affiche de l'Original Rabbit's Foot Company de F. S. Rabot's

La société The Rabbit's Foot Company est achetée en 1912 par Fred Swift Wolcott (1882-1967), un agriculteur blanc originaire du Michigan, propriétaire d'une petite société de carnaval, la F. S. Wolcott Carnivals, et qui présente un spectacle itinérant, le F. S. Wolcott's Fun Factory, basé à Columbia en Caroline du Sud. 
Wolcott conserve la troupe itinérante Rabbit's Foot, initialement en tant que propriétaire et gérant, et attire de nouveaux talents, notamment la chanteuse de blues Ida Cox, qui rejoint la compagnie en 1913. Ma Rainey fait également entrer la jeune Bessie Smith dans la troupe et travaille avec elle jusqu'au départ de Smith, en 1915. Le camp de base de la tournée est déplacé en 1918 dans la plantation Glen Sade de Wolcott, à l'extérieur de Port Gibson, dans le Mississippi, avec des bureaux dans le centre-ville. Wolcott commence à parler du spectacle comme d'un « minstrels show » — un terme que Chappelle avait jusqu'alors évité. Un membre de la compagnie, le tromboniste Leon « Pee Wee » Whittaker, le décrit comme « un homme bon » qui prend soin de ses interprètes. 
Chaque printemps, des musiciens venus de tout le pays se réunissent à Port Gibson pour créer un spectacle musical, humoristique et de variétés à jouer sous le chapiteau. Dans son livre The Story of the Blues, Paul Oliver écrit : « Les « Foots » voyagent dans deux voitures et ont une tente de 80 pieds sur 110 qui a été construite par les ouvriers, tandis qu'une fanfare défile en ville pour annoncer la venue du spectacle… La scène est constituée de planches sur un cadre pliant et de lanternes Coleman — lampes à essence — servant de feux de la rampe. Il n'y a pas de micros ; les chanteurs à la voix plus faible utilisent un mégaphone, mais la plupart des chanteuses de blues dédaignent de telles aides au volume. »
La compagnie, connue à présent sous les appellations F. S. Wolcott's Original Rabbit's Foot Company ou F. S. Wolcott’s Original Rabbit's Foot Minstrels, continue à effectuer des tournées annuelles dans les années 1920 et 1930, jouant dans des petites villes la semaine et des grandes villes le week-end. Louis Jordan se produit avec la troupe dans les années 1920, parfois avec son père, chef d'orchestre. Parmi les autres artistes de la compagnie dans les années 1930, on compte le jeune Rufus Thomas, George Guesnon et Leon « Pee Wee » Whittaker. Plus tard, Maxwell Street Jimmy Davis, effectuent également une tournée avec la troupe. 
En 1943, Wolcott place une publicité dans le magazine Billboard, décrivant le spectacle comme « le plus grand spectacle de gens de couleur au monde » et recherchant « des comédiens, chanteurs, danseuses, chœurs, artistes et musiciens ». Wolcott reste directeur général et propriétaire jusqu’à la vente de la société en 1950 à Earl Hendren d’Erwin, Tennessee. 
À son tour, Hendren vend l’opération en 1955 à Eddie Moran, de Monroe, Louisianne, où elle est basée au cours de ses dernières années. En 1956, il aurait continué à faire du commerce sous le nom de Wolcott et à « jouer sous chapiteau et faire principalement des étapes d'un jour... offrant des spectacles d'un style que la plupart des gens du spectacle n'imaginent pas exister et prospérer encore ». Le show de l'époque met en vedette la chanteuse de blues Mary Smith et le comédien Memphis Lewis et un effectif de 50 personnes, dont un groupe de dix musiciens. Les performances incluent « du rock-and-roll » et un « danseur exotique ». Les archives suggèrent que la dernière représentation de la compagnie a lieu en 1959. Les camions, autobus et remorques de la société sont saisis par le shérif de la paroise d'Ouachita à Monroe en 1960, sur un ordre de confiscation, puis vendus. 

## Commémoration
La Mississippi Blues Commission a posé une plaque commémorative à Port Gibson dans le cadre du Mississippi Blues Trail, pour célébrer la contribution de la Rabbit's Foot Company au développement du blues dans le Mississippi. 
En 2006, une exposition intitulée The Blues in Claiborne County: From Rabbit Foot Minstrels to Blues and Cruise est présentée à Port Gibson, retraçant l’histoire du spectacle, avec des objets de collections et souvenirs.